# Lac Edna
Pour les articles homonymes, voir Edna.
Le lac Edna (en anglais : Edna Lake) est un lac américain dans le comté de Madera, en Californie. Il est situé à 3 095 mètres d'altitude au sein de la Yosemite Wilderness, dans le parc national de Yosemite.